# Ludwig Xaver Weiß
Ludwig Xaver Weiß (* 25. Dezember 1900 in München; † 2. Juli 1990 ebenda) war Präsident der Reichspostdirektionen in Trier und München.

## Leben
Nach seiner Schulausbildung und einem Praktikum in der Industrie musste Weiß von Mai bis November 1918 Kriegsdienst leisten und besuchte anschließend das Polytechnikum München. Bei der Oberpostdirektion München wurde er zum 15. November 1921 als Anwärter für den gehobenen telegraphischen Dienst übernommen und kam nach Ablegung der Laufbahnprüfung zur Oberpostdirektion Würzburg. Dort wurde er zum Technischen Telegrapheninspektor befördert. Im Juli 1934 wechselte er zur Reichspostdirektion München, wo er Postamtmann wurde. Mitte des Jahres 1936 zur Reichspostdirektion Berlin gewechselt, wurde er dort im darauf folgenden Jahr in den höheren Postdienst übernommen und Postrat. Mit dem Wechsel in das Reichspostministerium wurde er Oberpostrat. Seine Ernennung zum Präsidenten der Reichspostdirektion Trier fiel auf den 5. August 1939. Bereits drei Monate später wurde er mit der Leitung der Reichspostdirektion München beauftragt. In dieser Funktion blieb er bis zum 9. Mai 1945 (Kriegsende), als er  entlassen und interniert wurde. Im Entnazifizierungsverfahren stufte ihn die Spruchkammer am 18. Dezember 1948 als Mitläufer (Gruppe IV) ein. Mit Wirkung vom 1. Dezember 1950 wurden ihm Ruhegehaltsbezüge eines Oberpostinspektors zuerkannt. In dieser Zeit war Weiß damit beschäftigt, eine Warenversorgungs-GmbH aufzubauen. Zu Jahresbeginn 1952 kehrte er als Angestellter in den Postdienst zurück und kam zum Fernmeldetechnischen Zentralamt. Dort wurde er zum 15. August 1959 Postrat und Vertreter des Vorstands des Fernmeldeamts München 3.
Weiß trat 1929 in die SA ein und wurde SA-Oberführer (höchster Offiziersrang). Er schloss sich 1929 auch der NSDAP an.